# Reem
Reem Hamze (født 1999) er en dansk sangerinde og deltager i den danske udgave af X Factor 2016.
Til den såkaldte femstolsudfordring sang hun en coverversion af Etta James' I'd Rather Go Blind.
En sang der blev en af de mest afspillede videoer på YouTube af DR's videoer for X Factor 2016.
Blandt andre sange Reem sang i tv-programmet var Rihannas Stay,
Kwamie Livs Lost In The Girl,
Adeles Hello
og David Bowies Quicksand.
Gennem længere tid var hun anset som favorit til at vinde X Factor, med bedste odds på 2 eller under,
af Danske Spil endda på et tidspunkt sat til 1,60.
I finalen den 1. april 2016 måtte Reem uventet nøjes med en andenplads i sangkonkurrencen efter hun tabte til Embrace som vandt med 60 % af seernes stemmer.
Hun blev dog straks efter afslutningen tilbudt en pladekontrakt.
Hendes stemme blev sammenlignet med Amy Winehouses,
og Gaffas anmelder karakteriserede hende med "Hun har så meget autoritet og er uden tvivl den største, og måske første egentlige, X Factor-stjerne i Danmark."
I 2018 udgav hun Okay, sin første single,
der ifølge Gaffa var "et energisk popnummer", "dansable", "funky", med "internationalt potentiale" og "diva-attituden" intakt.
Den var skabt i samarbejde med produceren Andreas Krüger, der også havde komponeret sangen.
Teksten var skrevet af Krüger, Reem og Joseph Lee Fields.
Reems mor og far, der har palæstinensisk baggrund, kom til Danmark i henholdsvis 1985 og 1990 efter en opvækst i Libanon.
De arbejder som henholdsvis børnehavepædagog og taxachauffør.
Selv er hun vokset op i Valby.
Reem gik på Lyngby Gymnasium, hvor hun fulgte sports-innovationslinjen.
Reem blev tilmeldt X Factor af hendes søster og kusine og fik først at vide at hun var tilmeldt nogle dage før precasting.
Før X Factor havde hun aldrig modtaget sangundervisning,
men derimod haft undervisning i dans på flere danseskoler og danset gennem 8 år.